# Welia
Welia (łac. Velia) – niewielkie wzgórze w Rzymie, znajdujące się pomiędzy środkową częścią północnego stoku Palatynu a Oppius mons. 
Nieznane jest pochodzenie nazwy wzgórza, już dla starożytnych Rzymian jej etymologia była niejasna. Welia było jednym z siedmiu wzgórz, o które oparło się Septimontium.
W latach 80-81 na wzgórzu cesarz Tytus wybudował łuk triumfalny.